# Delias rosenbergii
Delias rosenbergii é uma borboleta da família Pieridae. Foi descrita por Samuel Constantinus Snellen van Vollenhoven em 1865. Pode ser encontrada na linha de Wallace. Foi baptizada em honra a William Frederick Henry Rosenberg.

## Subespécies
- D. r. rosenbergi
- D. r. Lorquini C. e R. Felder, [1865]
- D. r. chrysoleuca Mitis, 1893
- D. r. salayerana Rothschild, 1915
- D. r. munaensis Nakano, 1988